# 川地功起
川地 功起（かわち こうき、2000年5月10日 - ）は、岐阜県出身のサッカー選手。ポジションはDF。

## クラブ歴
星稜高等学校から中京大学に進学した。
2023年1月12日にシンガポールプレミアリーグ所属のアルビレックス新潟シンガポールへの加入が発表された。2月19日のシンガポール・チャリティーシールドでフル出場して選手初出場を記録した。